# Samuel Hunt
Samuel Hunt (* 8. Juli 1765 in Charlestown, Sullivan County, New Hampshire Colony; † 7. Juli 1807 in Gallipolis, Ohio) war ein US-amerikanischer Politiker. Zwischen 1802 und 1805 vertrat er den Bundesstaat New Hampshire im US-Repräsentantenhaus.

## Werdegang
Samuel Hunt besuchte die Schulen seiner Heimat. Nach einem anschließenden Jurastudium und seiner im Jahr 1790 erfolgten Zulassung als Rechtsanwalt begann er in Alstead im Cheshire County in seinem neuen Beruf zu praktizieren. Zwischenzeitlich war er drei Jahre lang in Europa auf Reisen. 1790 verlegte er seine Praxis nach Keene. Im Jahr 1795 gab er seine Anwaltstätigkeit auf und arbeitete als Farmer.
Politisch war Samuel Hunt Mitglied der von Alexander Hamilton gegründeten Föderalistischen Partei. Zwischen 1802 und 1803 war er Abgeordneter im Repräsentantenhaus von New Hampshire. Nach dem Rücktritt des Kongressabgeordneten Joseph Peirce wurde Hunt im Jahr 1802 bei der staatsweit ausgetragenen Nachwahl zu dessen Nachfolger im Kongress gewählt. Da er bei den regulären Kongresswahlen des Jahres 1802 bestätigt wurde, konnte er zwischen dem 6. Dezember 1802 und dem 3. März 1805 im Kongress verbleiben. In diese Zeit fiel der sogenannte Louisiana Purchase, durch den Präsident Thomas Jefferson riesige Gebiete im Westen für die Vereinigten Staaten erwarb. Im Jahr 1804 wurde Hunt von seiner Partei nicht mehr für eine weitere Amtszeit nominiert.
Nach dem Ende seiner Zeit im Kongress zog Hunt nach Ohio. Dort erwarb er eine große Landfläche, aus der später das Gallia County entstehen sollte. Hunt machte einen Teil des Gebiets urbar und gründete eine Siedlung mit Einwanderern aus New Hampshire. 1807 erkrankte er am Gelbfieber, an dem er am 7. Juli dieses Jahres verstarb. Er wurde in Marietta beigesetzt.